# Dead Yuppies
Dead Yuppies — седьмой студийный альбом американской хардкор-группы Agnostic Front, вышедший в  2001 году.

## Об альбоме
Первоначально выпуск альбома был запланирован на сентябрь 2001 года, но, вследствие трагических событий 9/11, в Америке выпуск был отсрочен (название альбома переводится, как «мёртвые яппи»).
Трек «Love to be Hated» вошёл на сборник Punk-O-Rama, выпущенный Epitaph Records. Вскоре после записи группа прекратила сотрудничество с лейблом.

## Список композиций
1. «I Wanna Know» — 2:21
2. «Out of Reach» — 2:01
3. «Critic» — 1:15
4. «Liberty» — 2:44
5. «Club Girl» — 1:41
6. «Uncle Sam» — 1:48
7. «Urban Decadence» — 1:56
8. «Love to be Hated» — 2:13
9. «No Mercy» — 1:34
10. «Politician» — 2:08
11. «Pedophile» — 2:27
12. «Alright» — 2:31
13. «Dead Yuppies» — 2:47
14. «Standing on My Own» — 1:45

## Участники записи
- Роджер Мирет (Roger Miret) — вокал
- Винни Стигма (Vinnie Stigma) — гитара
- Майк Галло (Mike Gallo) — бас
- Джим Колетти (Jim Colletti) — ударные
- Запись — Big Blue Meenie Studios, Нью-Джерси, США
- Продюсер — Роджер Мирет
- Сведение — Тим Гиллс, Эрин Фарли